# Pycnospora
Pycnospora es un género de plantas con flores con tres especies perteneciente a la familia Fabaceae. Es originario de Asia, África y Australia.

## Especies
- Pycnospora hedysaroides
- Pycnospora lutescens
- Pycnospora nervosa